# C. J. Sansom
Pour les articles homonymes, voir Sansom.
Christopher John Sansom, né le 9 décembre 1952 à Édimbourg (Écosse) et mort le 27 avril 2024 à Brighton et Hove, est un écrivain britannique de romans de fictions criminelles.

## Biographie
Né en 1952 à Édimbourg, Sansom a suivi ses études à l'université de Birmingham, où il a obtenu un Bachelor of Arts (Licence) et un Ph.D. (Doctorat) en Histoire. Après de multiples emplois, il a décidé de se reconvertir en tant qu'avocat-conseil. Il a quitté son travail afin de devenir écrivain à temps plein.
Les Larmes du diable a gagné le prix Ellis Peters du roman historique décerné par la Crime Writers' Association en 2005 et il fut finaliste du même prix pour ses romans Dissolution et Prophétie.
La plupart de ses livres se déroulent au XVIe siècle et son personnage principal est l'avocat Matthew Shardlake, qui travaille pour lord Thomas Cromwell dans les deux premiers romans de la série situés en 1537 et 1540, puis pour l'Archevêque Thomas Cranmer dans les deux suivants en 1541 et 1543, pour la reine Catherine Parr encore dans les deux suivants en 1545 et 1546, et enfin en 1549 pour Lady Élisabeth (Élisabeth Ire en 1558).
Il a également écrit Un hiver à Madrid qui est un thriller d'espionnage qui se déroule en Espagne en 1940, et Dominion, une uchronie dans une Angleterre inféodée à l'Allemagne nazie durant les années 1950.

## Œuvres

### Série «Matthew Shardlake»
1. Dissolution, Belfond, 2004 ((en) Dissolution, 2003)  (ISBN 978-2714439611)
2. Les Larmes du diable, Belfond, 2005 ((en) Dark Fire, 2004)  (ISBN 978-2714441263)
3. Sang royal, Belfond, 2007 ((en) Sovereign, 2006)  (ISBN 978-2714442932)
4. Prophétie, Belfond, 2009 ((en) Revelation, 2008)  (ISBN 978-2714444585)
5. Corruption, Belfond, 2011 ((en) Heartstone, 2010)  (ISBN 978-2714449832)
6. Lamentation, Belfond, 2016 ((en) Lamentation, 2014)  (ISBN 978-2714460653)
7. Révolution, Belfond, 2020 ((en) Tombland, 2018)

### Romans indépendants
- Un hiver à Madrid, Belfond, 2008 ((en) Winter in Madrid, 2006)  (ISBN 978-2714442277)
- Dominion, Belfond, 2014 ((en) Dominion, 2012)  (ISBN 978-2714455871)

## Prix et nominations

### Prix
- Historical Dagger Award 2005 pour Dark Fire[2]
- Diamond Dagger Award 2022[3],[2]

### Nominations
- New Blood Dagger Award 2003 pour Dissolution[2]
- Historical Dagger Award 2003 pour Dissolution[2]
- Historical Dagger Award 2006 pour Sovereign[2]
- Prix Barry 2007 du meilleur roman policier britannique pour Sovereign[4]
- Gold Dagger Award 2007 pour Sovereign
- Historical Dagger Award 2008 pour Revelation[2]
- Historical Dagger Award 2010 pour Heartstone[2]
- Historical Dagger Award 2015 pour Lamentation[2]
- Historical Dagger Award 2019 pour Tombland[2]